# بشيرة (حبيل جبر)

تعديل مصدري - تعديل

بشيرة هي إحدى قرى عزلة حبيل جبر بمديرية حبيل جبر التابعة لمحافظة لحج، بلغ تعداد سكانها 14 نسمة حسب تعداد اليمن لعام 2004.